# Goniobranchus coi
Goniobranchus coi is een slakkensoort uit de familie van de Chromodorididae. De wetenschappelijke naam van de soort is voor het eerst geldig gepubliceerd in 1956 door Risbec.